# Schempp-Hirth Nimbus 4

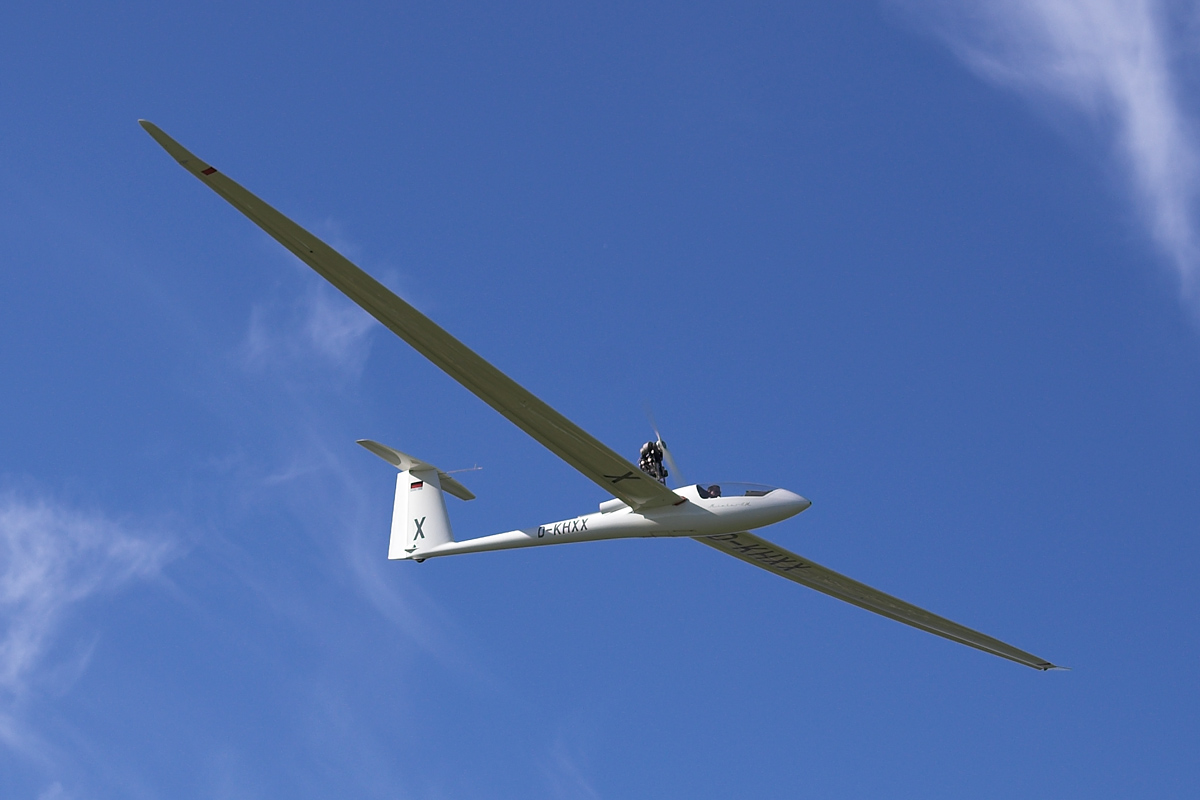
Nimbus 4M

Le planeur Schempp-Hirth Nimbus-4 est un planeur de type classe FAI Open. Il a été conçu par Klaus Holighaus et fabriqué par Schempp-Hirth. 
Son premier vol fut effectué en 1990.

## Histoire
Le Nimbus 4 est une évolution du prédécesseur le Nimbus 3. Le Nimbus 4 est un planeur dérive de ses prédécesseurs c'est-à-dire le Nimbus 2 et 3. Un total de 33 monoplaces et 52 biplaces étaient sortis des ateliers de Schempp Hirth en 1999. Les ailes sont construites en plusieurs morceaux et son envergure a été poussée à 26,5 m. L'allongement atteint 38,8 et le fuselage a été allongé et la surface de la dérive a été augmentée.
Ce planeur a des performances qui lui permettent de parcourir 60 km en perdant seulement 1 000 m.
Il y a aussi une version biplace, le Nimbus-4D, ainsi qu'une version avec moteur de maintien en altitude dit "Turbo", les Nimbus 4T ou 4DT, et une version avec un moteur pour décollage autonome, les Nimbus 4M ou 4DM.

## Versions
Il existe deux modèles de base :
- Monoplace le nimbus 4
  - Version avec un turbo pour se maintenir en l'air : le nimbus 4t
  - Version avec un moteur pour décollage autonome : le nimbus 4M
- Biplace le nimbus 4D
  - Version avec un turbo pour se maintenir en l'air : le nimbus 4Dt
  - Version avec un moteur pour décollage autonome : le nimbus 4DM

Actuellement sur la version biplace, Schempp-Hirth applique les mêmes modifications que sur le fuselage du Duo Discus, c'est-à-dire l'allongement du fuselage pour permettre plus de place pour les deux occupants. Sa dénomination est Nimbus 4DL pour la version planeur pur, et Nimbus 4DLM pour la version motoplaneur

## Données techniques
| Catégorie                    | Classe open                | Classe open                      | Classe open | Classe open | Classe open |
| Nombre de places             | 1                          | 2                                |             |             |             |
| Dimension                    |                            |                                  |             |             |             |
| Longueur                     | 7,83 m                     | 8,62 m                           |             |             |             |
| Envergure                    | 26,4 m                     | 26,5 m                           |             |             |             |
| Surface alaire               | 17,86 m²                   | 17,96 m²                         |             |             |             |
| Allongement                  | 38,8                       | 39,1                             |             |             |             |
| Masses et charge             |                            |                                  |             |             |             |
| Poids à vide                 | 470 kg, 480 kg (4M and 4T) | 515 kg, 565 kg (4T), 595 kg (4M) |             |             |             |
| Ballast                      | ?                          | 80 l                             |             |             |             |
| Poids max                    | 750 kg (800 pour 4M & 4T)  | 750 kg                           |             |             |             |
| Charge alaire                | 30 - 44 kg/m²              | 32,6-41,8 kg/m²                  |             |             |             |
| Caracteristique de vol       |                            |                                  |             |             |             |
| Vitesse maximale (VNE)       | 275 km/h                   | 285 km/h                         |             |             |             |
| Vitesse maximale de manœuvre | ?                          | 180 km/h                         |             |             |             |
| Taux de chute minimum        | 0,38 m/s                   | 0,38 m/s                         |             |             |             |
| Finesse maximale             | 60 à 110 km/h              | 60 à 110 km/h                    |             |             |             |

## Sources
- Sailplane Directory
- Site de la société de construction Schempp-Hirth ((en) et (de), voir aussi version française sous Schempp-Hirth)
- Vol à voile n°137 mai-juin 2009